# Аршамашат
Аршамашат (арм. Արշամշատ, Aršamšat) или иначе Арсамосата др.-греч. Ὰρσαμόσατα) — город в исторической области Цопк Древней Армении на левом берегу реки Евфрат. 
Город был основан около 240 до н. э. армянским царём Софенского царства Аршамом I из династии Ервандидов. В 212 г. до н. э. сирийский царь Антиох III осадил Аршамашат. Тацит, описывая поход Корбулона в Армению, называет Аршамашат уже не городом, а лишь замком.
Предполагаемое местоположение города находится где-то между Харбердом (Элязыг) и Палу. Он также был идентифицирован как заброшенное поселение, известное как Хараба, расположенное примерно в 60 км. к востоку от Элязыга, так считают современные ученые.